# Grammy-díj a legjobb rapdalért
A Grammy-díj a legjobb rapdalért egy kategória a Grammy-gálán. A díjat először Eminem kapta meg, Jeff Basszel és Luis Restóval, Lose Yourself című dalukért, a 2004-es 8 Mérföld című filmből. Az 54. Grammy-gála kategória leírása alapján a kategória célja, hogy „kitüntesse új dalok (zene és dalszöveg egyaránt) szerzőit, amelyek az alkalmassági időszak alatt lettek először sikeresek.” Sok hangmintát tartalmazó dalok is elnyerhetik a díjat.
Kanye West nyerte el a díjat a legtöbbször, karrierje során hétszer, tizenhét jelölésből. Kendrick Lamar ötször kapta meg a díjat. Rajtuk kívül Jay-Z, Pharrell Williams, Rihanna és Drake nyerték el több, mint egyszer a díjat. Cyhi the Prynce birtokában van a legtöbb (hat) jelölés, díjazás nélkül.

## Díjazottak
| Év   | Munka                      | Előadó                                                              | Jelöltek | For.   |
| ---- | -------------------------- | ------------------------------------------------------------------- | --- | ------ |
| 2004 | Lose Yourself              | Eminem                                                              | - Beautiful (Snoop Dogg és Pharrell) - Excuse Me Miss (Jay-Z és Pharrell) - In da Club (50 Cent) - Work It (Missy Elliott) | [ 1 ]  |
| 2005 | Jesus Walks                | Kanye West                                                          | - Drop It Like It’s Hot (Snoop Dogg és Pharrell) - Hey Mama (The Black Eyed Peas) - Let’s Get It Started (The Black Eyed Peas) - 99 Problems (Jay-Z) | [ 2 ]  |
| 2006 | Diamonds from Sierra Leone | Kanye West                                                          | - Candy Shop (50 Cent, Olivia közreműködésével) - Don’t Phunk With My Heart (The Black Eyed Peas) - Hate It Or Love It (The Game, 50 Cent közreműködésével) - Lose Control (Missy Elliott; Ciara és Fatman Scoop közreműködésével)                                                                                    | [ 3 ]  |
| 2007 | Money Maker                | Ludacris, Pharrell közreműködésével                                 | - It’s Goin’ Down (Yung Joc) - Kick, Push (Lupe Fiasco) - Ridin’ (Chamillionaire) - What You Know (T.I.) | [ 4 ]  |
| 2008 | Good Life                  | Kanye West, T-Pain közreműködésével                                 | - Ayo Technology (50 Cent, Justin Timberlake közreműködésével) - Big Things Poppin’ (Do It) (T.I.) - Can’t Tell Me Nothing (Kanye West) - Crank That (Soulja Boy) | [ 5 ]  |
| 2009 | Lollipop                   | Lil Wayne, Static Major közreműködésével                            | - Low (Flo Rida, T-Pain közreműködésével) - Sexual Eruption (Snoop Dogg) - Superstar (Lupe Fiasco, Soundtrak közreműködésével) - Swagga Like Us (T.I.; Jay-Z, Lil Wayne, Kanye West és M.I.A. közreműködésével) | [ 6 ]  |
| 2010 | Run This Town              | Jay-Z; Rihanna és Kanye West közreműködésével                       | - Best I Ever Had (Drake) - Day ’n’ Nite (Kid Cudi) - Dead and Gone (T.I., Justin Timberlake közreműködésével) - D.O.A. (Death of Auto-Tune) (Jay-Z) | [ 7 ]  |
| 2011 | Empire State of Mind       | Jay-Z, Alicia Keys közreműködésével                                 | - Love the Way You Lie (Eminem, Rihanna közreműködésével) - Not Afraid (Eminem) - Nothin’ On You (B.o.B, Bruno Mars közreműködésével) - On to the Next One (Jay-Z és Swizz Beatz) | [ 8 ]  |
| 2012 | All of the Lights          | Kanye West, Rihanna, Kid Cudi és Fergie                             | - Black and Yellow (Wiz Khalifa) - I Need a Doctor (Dr. Dre, Eminem és Skylar Grey) - Look at Me Now (Chris Brown, Busta Rhymes és Lil Wayne) - Otis (Jay-Z és Kanye West) - The Show Goes On (Lupe Fiasco) | [ 9 ]  |
| 2013 | Niggas in Paris            | Jay-Z és Kanye West                                                 | - Daughters (Nas) - Lotus Flower Bomb (Wale, Miguel közreműködésével) - Mercy (Kanye West; Big Sean, Pusha T és 2 Chainz közreműködésével) - The Motto (Drake; Lil Wayne és Tyga) - Young, Wild & Free (Snoop Dogg és Wiz Khalifa, Bruno Mars közreműködésével)                                                       | [ 10 ] |
| 2014 | Thrift Shop                | Macklemore és Ryan Lewis; Wanz közreműködésével                     | - Fuckin’ Problems (ASAP Rocky; Drake, 2 Chainz és Kendrick Lamar) - Holy Grail (Jay-Z, Justin Timberlake közreműködésével) - New Slaves (Kanye West) - Started from the Bottom (Drake) | [ 11 ] |
| 2015 | i                          | Kendrick Lamar                                                      | - Anaconda (Nicki Minaj) - Bound 2 (Kanye West; Charlie Wilson közreműködésével) - We Dem Boyz (Wiz Khalifa) - 0 to 100 / The Catch Up (Drake) | [ 12 ] |
| 2016 | Alright                    | Kendrick Lamar                                                      | - All Day (Kanye West; Theophilus London, Allan Kingdom és Paul McCartney közreműködésével) - Energy (Drake) - Glory (Common és John Legend) - Trap Queen (Fetty Wap) | [ 13 ] |
| 2017 | Hotline Bling              | Drake                                                               | - All the Way Up (Fat Joe & Remy Ma; French Montana és Infared közreműködésével) - Famous (Kanye West, Rihanna közreműködésével) - No Problem (Chance the Rapper; Lil Wayne és 2 Chainz közreműködésével) - Ultralight Beam (Kanye West; Chance The Rapper, Kelly Price, Kirk Franklin és The-Dream közreműködésével) | [ 14 ] |
| 2018 | Humble                     | Kendrick Lamar                                                      | - Bodak Yellow (Cardi B) - Chase Me (Danger Mouse, Run the Jewels és Big Boi közreműködésével) - Sassy (Rapsody) - The Story of O.J. (Jay-Z) | [ 15 ] |
| 2019 | God’s Plan                 | Drake                                                               | - King’s Dead (Kendrick Lamar, Jay Rock, Future és James Blake) - Lucky You (Eminem, Joyner Lucas közreműködésével) - Sicko Mode (Travis Scott, Drake, Big Hawk és Swae Lee) - Win (Jay Rock) | [ 16 ] |
| 2020 | A Lot                      | 21 Savage, J. Cole közreműködésével                                 | - Bad Idea (YBN Cordae, Chance the Rapper közreműködésével) - Gold Roses (Rick Ross, Drake közreműködésével) - Racks in the Middle (Nipsey Hussle, Roddy Ricch és Hit-Boy közreműködésével) - Suge (DaBaby) | [ 17 ] |
| 2021 | Savage                     | Megan Thee Stallion, Beyoncé közreműködésével                       | - The Bigger Picture (Lil Baby) - The Box (Roddy Ricch) - Laugh Now Cry Later (Drake, Lil Durk közreműködésével) - ROCKSTAR (DaBaby, Roddy Ricch közreműködésével) | [ 18 ] |
| 2022 | Jail                       | Kanye West, Jay-Z közreműködésével                                  | - Bath Salts (DMX, Jay-Z és Nas közreműködésével) - Best Friend (Saweetie, Doja Cat közreműködésével) - Family Ties (Baby Keem, Kendrick Lamar közreműködésével) - My Life (J. Cole, 21 Savage és Morray közreműködésével)                                                                                            | [ 19 ] |
| 2023 | The Heart Part 5           | Kendrick Lamar                                                      | - Jack Harlow, Drake közreműködésével – Churchill Downs - DJ Khaled; Rick Ross, Lil Wayne, Jay-Z, John Legend és Fridayy közreműködésével – God Did - Gunna és Future, Young Thug közreműködésével – Pushin P - Future, Drake és Tems közreműködésével – Wait for U                                                   | [ 20 ] |
| 2024 | Scientists & Engineers     | Killer Mike; André 3000, Future és Eryn Allen Kane közreműködésével | - Attention (Doja Cat) - Barbie World (Nicki Minaj és Ice Spice, az Aqua közreműködésével) - Just Wanna Rock (Lil Uzi Vert) - Rich Flex (Drake és 21 Savage) | [ 21 ] |
| 2025 | Not Like Us                | Kendrick Lamar                                                      | - Asteroids (Rapsody, Hit-Boy közreműködésével) - Carnival (¥$: Kanye West és Ty Dolla $ign, Rich The Kid és Playboi Carti közreműködésével) - Like That (Future és Metro Boomin, Kendrick Lamar közreműködésével) - Yeah Glo! (Glorilla)                                                                             | [ 22 ] |

## Rekordok

### Győztesek
| Helyezés | Előadó            | Győzelmek |
| -------- | ----------------- | --------- |
| 1        | Kanye West        | 7         |
| 2        | Kendrick Lamar    | 5         |
| 2        | Jay-Z             | 4         |
| 4        | Drake             | 2         |
| 4        | Rihanna           | 2         |
| 4        | Pharrell Williams | 2         |

### Jelölések
| Helyezés | Előadó         | Jelölések |
| -------- | -------------- | --------- |
| 1        | Kanye West     | 17        |
| 2        | Jay-Z          | 14        |
| 3        | Drake          | 13        |
| 4        | Kendrick Lamar | 11        |
| 5        | Lil Wayne      | 6         |
| 6        | Eminem         | 5         |